# Puerto velofaríngeo
El puerto velofaríngeo o esfínter velofaríngeo es el paso entre la nasofaringe y la orofaringe. Está cerrado por el paladar blando y la úvula contra la pared faríngea posterior durante la deglución para evitar que la comida y el agua entren en las fosas nasales. Durante el habla, está abierto para los sonidos nasales y cerrado para los sonidos orales. Se ve afectado por paladar hendido, lo que produce consonantes velofaríngeas. Ya que los fallos en su cierre provocan importantes disfunciones en el habla y la deglución.